# Пікуй
Піку́й — найвища вершина Вододільного, або Верховинського хребта, що є продовженням пасма західних Бескидів. Розташована на межі Львівської та Закарпатської областей; найвища точка Верховинського Вододільного хребта.
Висота гори — 1408,3 м (за іншими даними — 1405 м). Поверхня конусоподібна, асиметрична: південно-західний схил крутий, північно-східний та північний — пологіший. Гора складається з флішу. Схили вкриті буковим і ялицевим лісом. 
Завдяки значній відносній висоті для вершини Пікуя характерна наявність субальпійського поясу рослинності, верхня межа лісу тут проходить на висоті 1200—1250 м н.р.м. Це дає змогу туристам на короткому відрізку маршруту ознайомитися з ландшафтами та своєрідною флорою (на вершині зростають рідкісні види рослин). Вершина оздоблена мальовничими скелями та стрімкими урвищами — невеликими куестами. З гори Пікуй можна побачити краєвиди, які за своєю протяжністю перевищують види з будь-якої іншої вершини Вододільного хребта.
На північно-східних схилах гори бере початок потік Онілова, правий доплив річки Гуснянки. 
Дістатися до гори Пікуй можна різними способами. Польські туристи зазвичай прямують зі Львова електричкою до станції Сянки. Можна й автобусом доїхати до села Кривка, Біласовиці або до Гусного. Та найкраще добиратися до Либохори. Тут працівники місцевого лісового господарства гостинно зустрінуть і за певну плату довезуть до перевалу «Руська Путь», що на висоті близько 1200 м н. р. м. Від Либохори до перевалу шлях недовгий — трохи більш ніж 3 км, однак стрімкий. З перевалу до вершини гори — 8 км, підніматися пішки втоптаною віками стежкою.

## Цікаві факти
- «Руська Путь» — торговий шлях доби неоліту, тобто він існував іще за дві тисячі років до нашої ери. Починався на Балканах, пролягав по Дунаю, далі вздовж Тиси піднімався в гори. На цьому перевалі й досі є хрест із написом «Руська путь». А вздовж хребта донедавна височіли прикордонні стовпи — тут була межа між довоєнною Польщею й Чехословаччиною.
- З північного заходу до вершини примикає Буковецька полонина, з півночі — ландшафтний заказник «Пікуй», з півдня і сходу — ботанічний заказник «Пікуй».
- Бойки, що живуть під Пікуєм у селі Біласовиця, вміють робити «їдкий» сир. Його виготовляють лише тут, а молоко беруть від спеціальної породи корів. Їх розводять у поселенні Кошти, що в селі Либохора. У цих тварин дуже великі роги. Місцеві мешканці досі зрізають ті роги та виграють на них неповторні мелодії. А з молока цих особливих корів роблять дуже солону бринзу, яку й назвали «їдким» сиром. Їсти його як самостійну страву неможливо, зате він є прекрасною приправою із запеченою несоленою картоплею і не тільки.
- На горі  у 1883 році побував І.Я.Франко,про що свідчить табличка на бетонному стовпі - обеліску.Були і ще якісь меморіальні таблички,але чиясь рука постаралась їх знищити.Поряд знаходиться  монумент в честь героїв АТО,встановлений жителями села  Верхній Гусний(Турківського району).
- На вершині гори розташований кам'яний чотириметровий, чотирикутний стовп-обеліск, споруджений на честь першого президента Чехословаччини Томаша Масарика. Його поставили в 1935 році мешканці села Гусного, яке до війни разом з усім Закарпаттям входило до складу Чехословаччини.Деякі дослідники сумніваються,що монумент-обеліск  присвячений був саме Масарику.Відомо,що за чехословацьких часів єдиний пам,ятник Масарику(роботи Олени Мондич) був встановлений в Ужгороді,(знищений мадярами в 1939 році).Як відомо,населення Закарпаття було налаштоване античеськи.Клич Карпатської України був -"Геть з чехами!". Василь Гренджа-Донський,літописець Карпатської України писав у своїй книзі "Щастя і горе Карпатської України"- "Двадцятирічна  "демократія",якою чехи так гордилися,була насправді засобом колонізації інасильної денаціоналізації".

## Галерея
|                               |
| Стовп-обеліск на вершині гори |

|                                     |
| Вид на гору Пікуй з села Біласовиці |

|                                            |
| Вид на Вододільний хребет із вершини Пікуя |

|                         |
| Засніжена вершина Пікуя |